# Бајрамовићи
Бајрамовићи су насељено мјесто у општини Сребреница, Република Српска, БиХ. Према подацима пописа становништва 2013. године, у овом насељеном мјесту је пописано 94 лица.

## Становништво
|         | 2013.       | 1991.         | 1981.         | 1971.         |
| Укупно  | 94 (100,0%) | 432 (100,0%)  | 423 (100,0%)  | 311 (100,0%)  |
| Бошњаци | 91 (96,81%) | 419 (96,99%)1 | 418 (98,82%)1 | 311 (100,0%)1 |
| Срби    | 3 (3,191%)  | 9 (2,083%)    | 5 (1,182%)    | –             |
| Остали  | –           | 4 (0,926%)    | –             | –             |

1. 1 На пописима од 1971. до 1991. Бошњаци су пописивани углавном као Муслимани.

| Демографија | Демографија | Демографија |
| Година      | Становника  | Становника  |
| ----------- | ----------- | ----------- |
| 1948.       | 167         |             |
| 1953.       | 190         |             |
| 1961.       | 243         |             |
| 1971.       | 311         |             |
| 1981.       | 423         |             |
| 1991.       | 432         |             |
| 2013.       | 94          |             |